# Game.EXE
«Game.EXE» (до січня 1997 — «Магазин игрушек») — російський відеоігровий журнал, що публікувався щомісяця московським видавництвом Компьютерра з березня 1995 року по 2006 рік. Головним редактором з початку 1996 року до травня 2006 був Ігор Ісупов.

## Історія
Журнал «Магазин игрушек» був заснований Дмитром Мендрелюком і видавництвом Компьютерра на початку 1995 року, проте до кінця року майже вся початкова команда була звільнена через конфлікт із рекламодавцем, і призначений головним редактором Ісупов зібрав навколо себе нову. Наприкінці 1996 року «Магазин игрушек» був юридично закритий через розбіжності між засновником і видавцем, але негайно відроджений і з січня 1997 року виходив щомісяця під новою назвою «Game.EXE». Одночасно змінилося і тематичне охоплення видання, яке з цього моменту спеціалізувалося на іграх для PC. Широкої популярності журнал набув на початку 2000-х років, коли редакція випустила кілька «концептуальних номерів», пов'язаних загальною темою, які відрізнялися унікальною версткою. Після цього його тиражі почали зростати, досягнувши піку на ювілейному 100-му номері в листопаді 2003 року. З 2000 по 2006 роки журнал видавався також литовською мовою, у Литві журнал виходив у скороченій формі накладом у 10 000 примірників. Однак до середини 2000-х редакція постала перед фінансовими труднощами, і після раптового звільнення Ісупова в травні 2006 і невдалої спроби перевести видання на щотижневий режим у червні «Game.EXE» був закритий.

## Редакційна політика
Оскільки журнал фінансувався за рахунок продажів, а не реклами, редакція активно відстоювала свою незалежність від великих видавців ігор, зокрема й російських. За активної участі Ісупова культивувалася своєрідна «міфологія» журналу, в якій фігурували ліричні образи авторів. Хоча журналістський стиль і літературні чесноти «Game.EXE» високо цінували його цільова аудиторія і критики, масовою популярністю журнал не користувався, що призвело в підсумку до його закриття.